# Anti-Pascal II.400
Anti-Pascal II.400 je računalni virus otkriven 1. lipnja 1990. godine. Zaražava .com datoteke te ne nastanjuje rezidentnu memoriju.
Veličina zaraženih datoteka poveća se za 400 bajtova.